# Unai López Cabrera
Unai López Cabrera (nascut el 30 d'octubre de 1995) és un futbolista professional basc que juga al Rayo Vallecano com a migcampista central.

## Carrera de club
Nascut a Errenteria, Guipúscoa, López es va incorporar al planter de l'Athletic Club el 2011 amb 14 anys procedent de la veïna Reial Societat, després de començar a l'Antiguoko. Va debutar com a sènior amb l'equip vinculat la temporada 2012-13 a Tercera Divisió, i el juny de 2013 va ascendir al filial a Segona Divisió B.
López va ser convocat a la plantilla del primer equip pel tècnic Ernesto Valverde el 2 de juliol de 2014, per als partits de pretemporada. L'agost també va ser afegit a la llista B de la UEFA Champions League de la campanya, i li fou assignat el dorsal número 29.
El 27 d'agost de 2014, López va ser a la banqueta per al partit de play-off de la Lliga de Campions contra el SSC Napoli. Va debutar amb el primer equip l'endemà, substituint Markel Susaeta al minut 72 d'una victòria a casa per 3-1 i també va donar una assistència a Ibai Gómez en l'últim gol. El seu debut a la Lliga va tenir lloc el dia 30, quan va jugar 23 minuts en una victòria per 3-0 contra el Llevant UE també a l'Estadi d'San Mamés.
El 26 de juliol de 2016, després d'una temporada a Segona Divisió, López va ser cedit al CD Leganés per un any. L'1 d'agost de l'any següent, es va traslladar al club de segon nivell del Rayo Vallecano amb un contracte de cessió d'un any.
López va marcar el seu primer gol competitiu per a l'Athletic el 8 de març de 2020, des d'un tir lliure per obrir una victòria a la lliga per 4-1 fora del Reial Valladolid. Va participar regularment durant la campanya 2019-20, però posteriorment va caure en l'ordre jeràrquic després de l'aparició de nous jugadors juvenils com Oihan Sancet, Unai Vencedor i Oier Zarraga.
El 31 d'agost de 2021, López va tornar al Rayo amb un contracte de tres anys; L'Athletic va conservar una clàusula de preferència per a qualsevol trasllat futur, alhora que va rebre "una sèrie de compensacions econòmiques".

## Palmarès
Rayo Vallecano
- Segona Divisió: 2017–18[14]

Athletic de Bilbao
- Subcampió de la Copa del Rei: 2019–20,[15] 2020–21[16]